# معتز ياسين
معتز ياسين محجوب الفتياني (مواليد 3 نوفمبر 1982) لاعب كرة قدم أردني يجيد اللعب في مركز حراسة المرمى مع منتخب الأردن الوطني ولعب لنادي ذات راس وشباب الاردن في الدوري الأردني..

## روابط خارجية
- معتز ياسين على موقع ناشيونال فوتبول تيمز (الإنجليزية)
- معتز ياسين على موقع Soccerway.com (الإنجليزية)
- معتز ياسين على موقع كووورة
- اللاعب معتز ياسين على موقع كووورة.